# Polymixiiformes
Os Polymixiiformes são uma ordem de peixes actinopterígeos. São animais marinho e habitam os mares profundos.
Encontram-se nas águas tropicais e subtropicais do Oceano Atlântico, Oceano Índico e na parte ocidental do Oceano Pacífico.
Caracterizam-se por ter um logo par de barbelas.

## Classificação
Dez espécies do único género extante (Polymixia) são conhecidas , a que se juntam vários género já extintos.
- Polymixia lowei Günther, 1859
- Polymixia berndti Gilbert, 1905
- Polymixia salagomeziensis Kotlyar, 1991
- Polymixia fusca Kotthaus, 1970
- Polymixia yuri Kotlyar, 1982
- Polymixia longispina Deng, Xiong & Zhan, 1983
- Polymixia nobilis Lowe, 1838
- Polymixia busakhini Kotlyar, 1993
- Polymixia sazonovi Kotlyar, 1992
- Polymixia japonica Günther, 1877

Géneros extintos
- † Berycopsis
- † Dalmatichthys
- † Omosoma
- † Omosomopsis